# Tề Uy vương
Tề Uy vương (chữ Hán: 齊威王, ?-343 TCN, trị vì 356 TCN-320 TCN hay 379 TCN-343 TCN), tên thật là Điền Nhân Tề (田因齊),còn gọi là Trần Hầu Nhân Tề(陈侯因齐), là vị vua thứ ba hay thứ tư của nước Điền Tề - chư hầu nhà Chu trong lịch sử Trung Quốc.
Điền Nhân Tề là con của Điền Tề Hoàn công, vua thứ hai của Điền Tề.

## Mâu thuẫn về niên đại
Theo Sử ký, Điền Nhân lên ngôi năm 379 TCN và mất năm 343 TCN, đồng thời phong Trâu Kị làm tướng năm thứ 9 (370 TCN). Tuy nhiên Sử ký cũng ghi lại rằng cha của ông là Điền Tề Hoàn công ra đời năm 400 TCN. Một số sử gia cho rằng thực chất 379 TCN là năm sinh của ông . Cách lý giải này là thích hợp nhất vì lúc ông ra đời, vua cha Tề Hoàn công được 22 tuổi. Các sử sách hiện đại cũng cho rằng năm mất của ông không phải 341 TCN mà là 320 TCN

## Xét việc quan lại địa phương
Sau khi Tề Uy vương lên ngôi, ba nước Hàn, Ngụy, Triệu nhân nước Tề có tang đem quân đánh Tề, chiếm Linh Khâu. Năm 373 TCN, nước Lỗ đem quân đánh Tề, tiến vào Dương Quan. Đến năm 371 TCN, quân Tề và quân Vệ lại xảy ra chiến tranh, nước Vệ chiếm Tiết Lăng của Tề. Hai năm sau, đến nước Triệu cũng đem quân đánh Tề, chiếm đất Chân.
Theo Sử ký, Tề Uy vương từ khi lên ngôi không chăm lo quốc chính, giao hết việc cho các đại thần, còn mình ngày đêm vui chơi đàn hát. Tình trạng này kéo dài 9 năm.
Năm 370 TCN, Tề Uy vương triệu đại phu đất Tức Mặc và đất A vào cung luận công tội. Các quan đại phu nghe thường khen quan đại phu đất A, chê quan đại phu Tức Mặc. Khi Tề Uy vương ra triều, nói với quan đại phu đất Tức Mặc:
"Từ khi khanh ra ở đất Tức Mặc, quả nhân thường nghe nhiều lời chê bai khanh. Lúc quả nhân sai người đến xem xét, thấy nhân giàu có, việc quan không chậm trễ, đông phương được yên. Nhưng khanh không chịu đút lót cho bọn hầu cận của quả nhân, nên bị chúng gièm pha."
Rồi thưởng cho quan đại phu Tức Mặc vạn hộ. Ông lại bảo đại phu đất A:
"Từ khi người đến đất A, ngày nào quả nhân cũng nghe thấy lời khen ngợi. Quả nhân sai người đến đất A xem xét, thấy ruộng nương bỏ hoang, nhân dân bần khổ. Lúc nước Triệu đánh đất Chân, ngươi không tới cứu. Nước Vệ đánh Tiết Lăng, người không hay biết. Vậy là ngươi chỉ biết đút lót cho tả hữu của quả nhân, nên mới được khen như vậy".
Rồi ông sai mang đại phu đất A và những người tả hữu khen đại phu đất A mà chê đại phu Tức Mặc đem nấu. Sau đó, Tề Uy vương khởi binh đánh nước Vệ và nước Triệu. Chư hầu thấy nước Tề cường thịnh, suốt 10 năm không nước nào dám đem quân đánh.
Có người thư sinh là Trâu Kị đem đàn đến gặp Tề Uy vương, mượn việc gảy đàn để khuyên Tề Uy vương chăm lo quốc chính. Tề Uy vương cảm phục cho mời ở lại. Ba tháng sau, ông phong Trâu Kị làm tướng quốc.

## Quan hệ với chư hầu
Năm 370 TCN, Tề Uy vương vào triều kiến Chu Liệt vương, nên được Liệt vương kính trọng.
Năm 356 TCN, Tề Uy vương cùng Triệu Thành hầu hội minh ở Bình Lục. Năm sau, ông lại cùng Ngụy Huệ vương hội ở đất Giao.
Năm 353 TCN, nước Ngụy đem quân đánh nước Triệu, bao vây Hàm Đan. Triệu sai sứ đến nước Tề cầu cứu. Tề Uy vương hội triều thần bàn kế có nên giúp Triệu không. Theo kế "Vây Nguỵ cứu Triệu" của Tôn Tẫn, nên đánh Đại Lương để quân Nguỵ rút về chứ không nên cứu Triệu. Tề Uy vương nghe theo, sai Điền Kỵ đánh Đại Lương. Tướng nước Ngụy là Bàng Quyên nghe tin, rút quân về cứu, bị quân Tề đánh bại ở trận Quế Lăng.
Theo Sử ký, năm 346 TCN, Tề Uy vương giết chết đại phu Mưu Tân.
Năm 341 TCN, nước Ngụy xảy ra chiến tranh với Hàn và Triệu, nước Hàn sai sứ sang cầu cứu Tề. Tề Uy vương cử Điền Kỵ, Điền Anh và Tôn Tẫn đem quân giúp Hàn. Nhờ kế "rút bếp" của Tôn Tẫn, quân Tề đánh bại quân Ngụy ở trận Mã Lăng, bắt sống thái tử Thân nước Ngụy, giết tướng Ngụy là Bàng Quyên.
Năm 335 TCN, Tề Uy vương hội với Ngụy Huệ vương ở A Nam. Năm sau, Ngụy Huệ vương và Hàn Chiêu hầu đến yết kiến Tề Uy vương, tôn ông làm vương. Tề Uy vương không muốn xưng vương một mình, bèn mời vua Ngụy cũng xưng vương, sử gọi là Hội Từ châu tương vương. Từ đó nước Tề tự vương hiệu.
Năm 332 TCN, Sở Uy vương nghe tin Ngụy, Tề hội xưng vương, bèn Cánh Thúy đánh nước Tề. Cảnh Thúy đại thắng quân Tề ở Từ Châu.
Năm 322 TCN, do mâu thuẫn với Trâu Kỵ, tướng Điền Kỵ tấn công Lâm Truy, truy tìm Trâu Kỵ, nhưng không thắng, phải chạy sang nước Sở.
Năm 320 TCN (hay 343 TCN), Tề Uy vương qua đời. Ông ở ngôi được 36 (hay 38) năm. Con ông là Điền Tích Cương lên nối ngôi, tức Điền Tề Tuyên vương.